# 武田メガネ
株式会社武田メガネ（たけだメガネ）は福岡県に拠点を置き、北部九州を中心に店舗を展開しているメガネ・コンタクトレンズに関するサービス業。キャッチコピーは「親切・ていねい」。2009年5月現在でレンズ販売数は九州一。店舗数は約50店舗。

## 概要
1911年に武田伊平により創業。1946年に監査役だった武田平八郎が継ぎ、小倉井筒屋に店舗を出店する。その後も百貨店を中心に店舗を展開し、1973年に設立。1987年に武田耕一が社長に就任し、現在は補聴器や時計の販売にも携わっている。

## 沿革
- 1911年 - 博多中小路にて創業
- 1973年6月1日 - 株式会社武田メガネ創立
- 1998年5月 - 補聴器センター開店

## CMキャラクター
地元出身のタレントを起用している。
- 財津和夫（福岡県出身）
- スザンヌ（熊本県出身）
- 藤井フミヤ[2]（福岡県出身）
- 松重豊（福岡県出身）